# Operacje morskie w Cieśninie Dardanelskiej
Operacje morskie w cieśninie Dardanelskiej – działania w latach 1915–1916 podczas I wojny światowej, prowadzone głównie przez Królewską Marynarkę Wojenną Wielkiej Brytanii (Royal Navy) z dużą pomocą marynarki francuskiej i niewielkim wkładem okrętów z Rosji i Australii. Kampania Dardanelska rozpoczęła się jako operacja wyłącznie morska (z okrętami bombardującymi brzeg nieprzyjaciela), ale z biegiem czasu rola okrętów stała się pomocnicza, działały one jako ruchome baterie wspomagające wojska lądowe. Przez całą kampanię podejmowano także wiele prób przejścia okrętów podwodnych przez cieśninę Dardanelską z nadzieją na przedarcie się na Morze Marmara i zadanie strat marynarce handlowej Imperium osmańskiego.

## Preludium

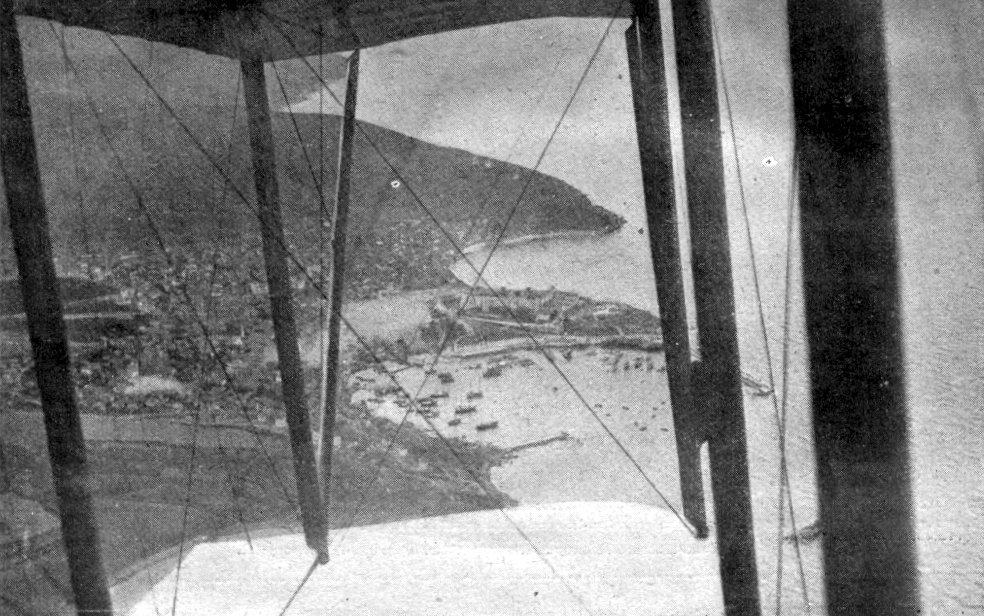
Dardanele w czasie bitwy na półwyspie Gallipoli, 14 sierpnia 1915

W momencie wybuchu I wojny światowej Turcja osmańska była krajem neutralnym, nie opowiedziawszy się jeszcze za żadną ze stron konfliktu. Wielka Brytania miała długie tradycje wpływów i duże interesy w tym rejonie, ale w ostatnich czasach to Niemcy starali się pogłębiać przyjazne stosunki z Turcją. Wielka Brytania niezbyt pomogła swojej sprawie, kiedy po wybuchu wojny nie tylko zarekwirowała dwa wybudowane na zamówienie tureckie okręty liniowe (pancerniki), ale także odmówiła oddania zapłaty. W odpowiedzi na to, Niemcy przekazali Turcji dwa okręty wojenne: krążownik liniowy SMS „Goeben” i krążownik lekki SMS „Breslau”. Oba te okręty były obsadzone załogą niemiecką, ale otrzymały formalnie nowe nazwy: „Yavuz Sultan Selim” i „Medili” i stały się główną siłą marynarki tureckiej. W tym czasie „Goeben” był przez prawie rok zdecydowanie najpotężniejszym okrętem na basenie Morza Czarnego.
W październiku 1914 roku Turcja zamknęła cieśninę Dardanelską przed statkami krajów Ententy. 28 października, jeszcze przed wypowiedzeniem wojny, turecka flota wzmocniona obecnością „Goebena” rozpoczęła regularne ataki na rosyjskie statki i instalacje brzegowe na Morzu Czarnym. Turcy zbombardowali Odessę i Sewastopol, zatapiając stawiacz min i kanonierkę. 2 listopada Rosja wypowiedziała wojnę Turcji, a cztery dni później zrobiła to także Wielka Brytania. Po nieudanym tureckim ataku na Rosję przez Kaukaz w grudniu 1914 roku, rząd rosyjski wysłał prośbę o pomoc do rządu Wielkiej Brytanii.
Winston Churchill, który wtedy był Pierwszym Lordem Admiralicji, już wcześniej planował zdobycie kontroli nad Dardanelami. Pat na froncie zachodnim, rosyjska prośba o pomoc i ocena, że Turcja jest słabym przeciwnikiem, uczyniły projekt kampanii w cieśninie Dardanelskiej bardzo interesującym.
11 stycznia, na żądanie Churchilla, dowódca floty brytyjskiej na Morzu Śródziemnym, wiceadmirał Sackville Hamilton Carden, przedstawił plan zdobycia kontroli nad cieśniną, używając do tego siły złożonej z pancerników, okrętów podwodnych i trałowców. 13 stycznia plan ten został zatwierdzony przez gabinet brytyjski i Carden otrzymał do swojej dyspozycji dodatkowe okręty, kilka pancerników generacji przeddrednotów, a także najnowocześniejszy wtedy na świecie pancernik HMS „Queen Elizabeth” i krążownik liniowy HMS „Inflexible”. Francja ze swojej strony dołączyła się z dywizjonem czterech predrednotów, a Rosja wysłała jeden krążownik („Askold”), który był w drodze z Dalekiego Wschodu.
Żaden z krajów, których okręty miały wziąć udział w operacji morskiej, nie mógł sobie pozwolić, aby skierować też tam oddziały lądowe, a więc miała być to operacja tylko i wyłącznie morska. Na początku lutego zorientowano się jednak, że jakieś oddziały lądowe będą potrzebne i otrzymano jeden oddział królewskich marines, a także skierowano do Egiptu ostatnią dostępną dywizję brytyjską, 29. Dywizję Piechoty. W Egipcie przebywali już na szkoleniu żołnierze australijscy i nowozelandzcy (korpus ANZAC) i postanowiono, że dołączą oni do operacji, jeżeli będą potrzebni. Spodziewano się jednak, że piechota będzie potrzebna jedynie do okupacji Konstantynopola, a nie w trakcie przejmowania kontroli nad cieśniną.

## Przełamywanie blokady
Już 3 listopada 1914 na rozkaz Churchilla flota brytyjska przeprowadziła pierwszy atak w Dardanelach, po rozpoczęciu wojny pomiędzy Rosją a Turcją. W ataku, który odbył się jeszcze przed oficjalnym wypowiedzeniem wojny przez Anglię, wzięły udział 2 angielskie krążowniki liniowe i jeden przestarzały francuski pancernik „Verite”. Zadaniem ataku było sprawdzenie stanu tureckich umocnień, a także czego można się spodziewać ze strony obrońców. Rezultaty z punktu widzenia Brytyjczyków były bardzo zachęcające, po zaledwie dwudziestominutowym bombardowaniu fortu w Sedd el Bahr jeden z pocisków trafił w magazyn amunicyjny. Powstała eksplozja uszkodziła (ale nie zniszczyła) 10 dział tureckich i zabiła 86 żołnierzy. Łączne straty po stronie tureckiej wyniosły 150 żołnierzy, w tym 40 Niemców.

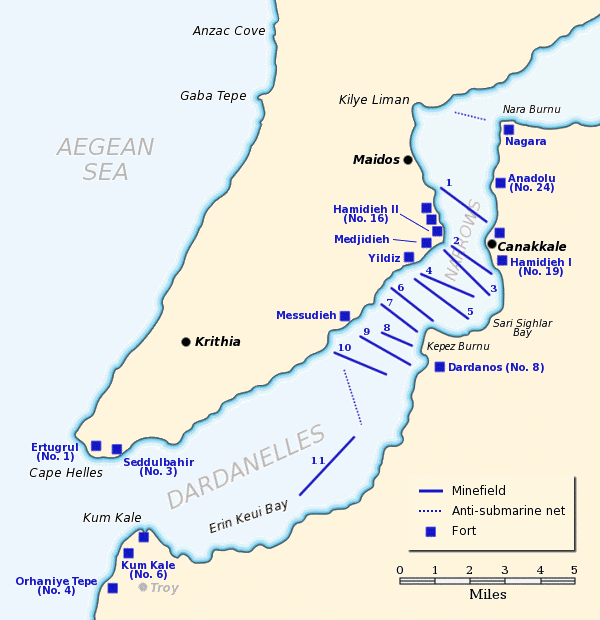
Sieć obronna Dardaneli pokazująca pola minowe, sieci na okręty podwodne i baterie brzegowe

Dardanele były bronione przez system ufortyfikowanej i mobilnej artylerii, ulokowanej w trzech systemach obronnych – zewnętrznym, środkowym i wewnętrznym. Strefa zewnętrzna była położona przy samych wejściach do cieśnin i miała się okazać bardzo podatna na bombardowania, a strefa wewnętrzna, położona była w najwęższych miejscach cieśnin w okolicach Çanakkale. Poza strefą wewnętrzną cieśniny nie były już aktywnie bronione, ale położono tam 10 pól minowych, w których łącznie znajdowało się 370 min.
Operacja, która ostatecznie stała się dziesięciomiesięczną wojną na wyniszczenie, rozpoczęła się o 7.30 rano, 19 lutego 1915 r. Dwa niszczyciele zostały wysłane na zwiady, w ich kierunku otworzyła ogień bateria dział 24 cm z baterii Kum Kale o godzinie 7.58. Dwa pancerniki podeszły bliżej baterii i rozpoczęły z nią pojedynek ogniowy, pierwsze brytyjskie strzały padły o 9.51 z okrętu HMS „Cornwallis”. Dzień ten nie przyniósł jednak tak spektakularnego rezultatu jak test z 3 listopada.
Następna operacja odbyła się sześć dni później, już 25 lutego. Tym razem Turcy ewakuowali linię obrony zewnętrznej i flota brytyjska weszła w głąb cieśnin. Oddziały desantowe królewskich marines wylądowały przy Sedd El Bahr i Kum Kale, wysadzając tamtejsze fortyfikacje prawie bez oporu wroga. 1 marca cztery pancerniki przeprowadziły bombardowanie środkowej linii obrony.
Nie było prawie żadnych postępów przy czyszczeniu pól minowych. Trałowce, które przeznaczono na tę operację, były nieopancerzonymi trawlerami z cywilnymi załogami, które odmówiły pracy pod ostrzałem wroga. Dodatkowo utrudniały pracę silne prądy występujące w cieśninach. Taka sytuacja dodała Turkom ducha bojowego. Kiedy Brytyjczycy przeprowadzili następny rajd na zewnętrzną linię obrony, marines zastali tam tym razem bojowo nastawionych obrońców i stracili w ataku 23 żołnierzy.
Zdecydowano się wreszcie skorzystać z pomocy „Queen Elizabeth”. Okręt ten zbombardował najpierw wewnętrzną linię obrony, strzelając przez cały półwysep od strony Morza Egejskiego, ale później wszedł w głąb cieśnin i kontynuował atak z tej pozycji. W nocy 13 marca zrobiono próbę rozminowania cieśnin, do akcji pod osłoną nocy przystąpiło sześć trałowców ubezpieczanych przez krążownik HMS „Amethyst”, jednak pomimo ciemności baterie tureckie otworzyły bardzo skuteczny ogień, uszkadzając cztery trałowce i bardzo ciężko uszkadzając prowadzący je krążownik.
Po fiasku tej operacji admirał Carden złożył dymisję 15 marca i dowództwo przejął kontradmirał John de Robeck, który otrzymał zgodę na przeprowadzenie ostatecznego ataku w ciągu dnia, używając wszystkich możliwych okrętów, z trałowcami operującymi pod bezpośrednią osłoną całej floty.

## Bitwa 18 marca
Nieporadne, niezdecydowane i nieskoordynowane działania floty brytyjskiej dały Turkom szansę na przegrupowanie sił, częściowe odbudowanie zapasów oraz, co najważniejsze, na ustawienie nowej zagrody minowej. W nocy 8 marca stawiacz min „Nusrat” ustawił linię min morskich wzdłuż zatoki Eren Keui, szerokiego akwenu położonego po azjatyckiej stronie półwyspu, tuż przy wejściu do cieśnin. Turcy zauważyli, że w czasie poprzednich bombardowań brytyjskie okręty wykonały zwrot na sterburtę właśnie w tej zatoce przed powrotem do bazy. Nowa zagroda minowa składała się z 20-26 min, ułożonych w jednej linii, równolegle do brzegu. Zostały zakotwiczone na głębokości 4,5 m w odstępach mniej więcej stumetrowych.
Plan ataku 18 marca zakładał, że brytyjskie pancerniki zniszczą pierwszą linię obrony, umożliwiając w ten sposób trałowcom wyczyszczenie pierwszego pasa zagród minowych, co z kolei pozwoliłoby w następnym dniu na zniszczenie reszty tureckich baterii.
W dniu ataku pancerniki płynęły w formacji trzech równoległych do siebie linii, z okrętami pomocniczymi ubezpieczającymi skrzydła i dwoma okrętami stanowiącymi rezerwę.
| Linia A                     | HMS "Queen Elizabeth" | HMS „Agamemnon”     | HMS „Lord Nelson” | HMS "Inflexible" |
| Linia B (okręty francuskie) | "Gaulois"             | "Charlemagne"       | "Bouvet"          | "Suffren"        |
| Linia C                     | HMS "Vengeance"       | HMS „Irresistible”  | HMS "Albion"      | HMS „Ocean”      |
| Okręty pomocnicze           | HMS „Majestic”        | HMS „Prince George” | HMS "Swiftsure"   | HMS „Triumph”    |
| Rezerwa                     | HMS "Canopus"         | HMS "Cornwallis"    |                   |                  |

Pierwsza linia okrętów brytyjskich otworzyła ogień z zatoki Eren Keui około 11.00. Wkrótce po tym, de Robeck wydał rozkaz, aby do brzegu podeszły okręty francuskie i otworzyły ogień do tureckich fortec, które odpowiedziały celnym ogniem, kilkakrotnie trafiając w „Gaulois”, „Suffren”, „Agamemnon” i „Inflexible”. Niemniej efekty bombardowania przez okręty alianckie były coraz bardziej widoczne i intensywność ognia obrońców tureckich wyraźnie spadła. Około 13.25 większość baterii brzegowych w ogóle przestała odpowiadać ogniem i de Robeck zdecydował się wycofać francuskie okręty i kontynuować atak trzecią linią pancerników, a także „Swiftsure” i „Majestic”.
O 13.54, po wykonaniu zwrotu na sterburtę, francuski pancernik „Bouvet” wszedł na minę, przewrócił się i zatonął w ciągu kilku minut, biorąc ze sobą na dno 600 marynarzy. Brytyjczycy nie zdali sobie jednak sprawy, że wszedł on na minę, myśleli, że został on trafiony pociskiem w magazyn amunicyjny lub też, że został storpedowany.

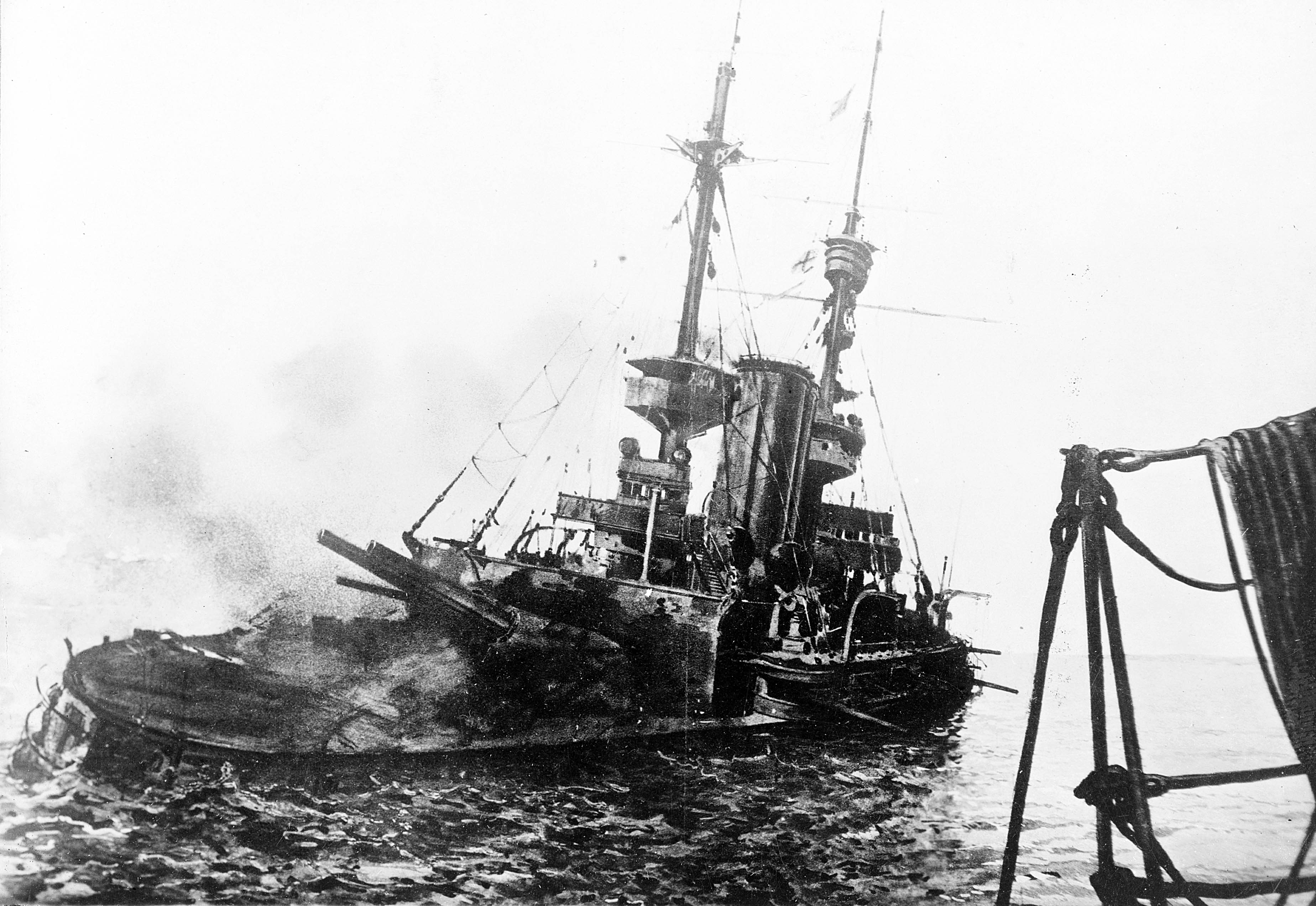
Porzucony HMS Irresistible (1898) tonie

Okręty brytyjskie kontynuowały atak. Około 16.00 „Inflexible” zaczął się wycofywać ze swojej pozycji i wszedł na minę tuż obok miejsca, gdzie to samo przytrafiło się „Bouvet”. Jednak nie zatonął on i nieco później został osadzony na mieliźnie.
Następnym okrętem, który wszedł na minę, był „Irresistible”. Została z niego zdjęta załoga i „Ocean” próbował go wziąć na hol, ale nie mógł podejść wystarczająco blisko z powodu zbyt małej w tym miejscu głębokości zatoki i w końcu o 18.05 sam wszedł na minę, wybuch której uszkodził jego ster i okręt został porzucony przez załogę.
Wydarzenia 18 marca to niewątpliwie tureckie zwycięstwo, ale pomimo to prasa brytyjska nadal uważała, iż należy kontynuować operację morską. Z wyjątkiem „Inflexible” wszystkie uszkodzone i zatopione okręty były przestarzałe i nie spełniały wymogów ówczesnego pola walki – tylko wybuch wojny uchronił je przed złomowaniem i w opinii wielu osób można było pozwolić na ich stracenie dla dobra operacji. W każdym razie porażka poniesiona w tym dniu przekonała Brytyjczyków, że jedynym sposobem na zneutralizowanie tureckiego panowania nad Cieśninami Dardanelskimi jest opanowanie tamtejszego rejonu przez piechotę.

## Operacje okrętów podwodnych

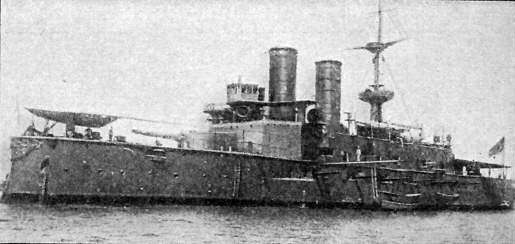
Turecki pancernik Mesudiye (1874)

Ataki brytyjskich okrętów podwodnych rozpoczęły się już w 1914 roku, jeszcze przed oficjalnym rozpoczęciem całej kampanii. 13 grudnia, brytyjski okręt podwodny HMS B11 wszedł w cieśniny skutecznie unikając pięciu pasów pól minowych i storpedował bardzo stary, bo zbudowany w 1874 roku turecki pancernik „Mesudiye”, który był zakotwiczony jako pływająca bateria w zatoce Sari Sighlar na południe od Çanakkale. "Mesudiye" wywrócił się 10 minut później, większość z jego załogi liczącej 673 marynarzy znalazła się w potrzasku pod przewróconym kadłubem. Stało się to w wodzie na tyle płytkiej, że większość kadłuba wystawała nad wodę i większość załogi została uratowana – w ataku tym zginęło tylko 37 osób.
Akcja ta była dużym sukcesem Royal Navy, dowodzący B11 kapitan Norman Holbrook otrzymał za nią Krzyż Wiktorii (pierwszy przyznany oficerowi marynarki w czasie I wojny światowej), odznaczenia otrzymało także 12 innych członków załogi.
W akcjach poprzedzających właściwe operacje morskie uczestniczyły także francuskie okręty podwodne. 15 stycznia 1915 roku francuski okręt "Saphir" przepłynął przez cieśniny, mijając po drodze 10 pól minowych, ale wpłynął na mieliznę w okolicy Nagara. Według różnych opisów został on później zatopiony przez załogę lub turecki ogień – zginęło przy tym 14 marynarzy, a 13 dostało się do niewoli.
17 kwietnia HMS E15 próbował przejść przez cieśniny, ale zszedł zbyt głęboko i został zniesiony przez silny prąd morski na mieliznę przy Kepez na południowym końcu zatoki Sari Sighlar, tuż pod działami baterii Dardanos. 7 marynarzy zginęło, a reszta dostała się do niewoli. E15 stanowił cenną zdobycz dla Turków, którzy kilkakrotnie ponawiali próby ściągnięcia go z mielizny, ale Brytyjczycy po wielu próbach zdążyli go zniszczyć zanim do tego doszło.

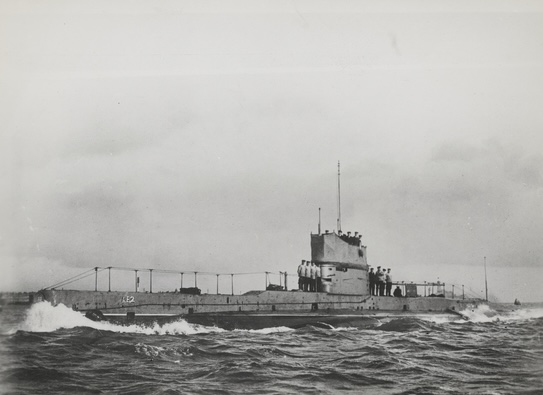
Okręt podwodny HMAS AE2

Pierwszym okrętem podwodnym, któremu udało się przejść przez Dardanele, był australijski HMAS AE2, który dokonał tego 25 kwietnia, w dzień rozpoczęcia desantów w zatoce Anzac i zatoce Helles. AE2, pod dowództwem kapitana Stokera, miał kilka okazji, aby zatopić wartościowe dla Turków okręty, ale okazało się, że wszystkie jego torpedy miały defekty. 30 kwietnia AE2 został zatopiony przez turecki torpedowiec w zatoce Artaki i jego załoga dostała się do niewoli.
Drugi okręt podwodny, któremu udało się przejść przez cieśniny, miał więcej szczęścia. 27 kwietnia HMS E14 pod dowództwem Edwarda Boyle’a przeszedł na Morze Marmara i przez trzy tygodnie siał tam zamieszanie i zniszczenie w najbardziej chyba udanej akcji całej kampanii morskiej. O ile liczba i wartość zatopionych przez niego statków była stosunkowo niska, efekt psychologiczny i wpływ na morale Turków był nie do przecenienia. Po powrocie do bazy Boyle otrzymał Victoria Cross, a później jeszcze kilkakrotnie z powodzeniem przechodził na Morze Marmara, zaś 21 lipca udało mu się skutecznie przebić się przez cieśniny, pomimo nowej sieci przeciwko okrętom podwodnym zamontowanej przez Turków.
Innym brytyjskim okrętem podwodnym, który z powodzeniem dostał się na Morze Marmara, był HMS E11. Okręt ten pod dowództwem Martina Nasmitha zatopił lub uszkodził 11 statków, z czego aż trzy w jednym dniu: 24 maja w porcie Rodosko, a 8 sierpnia E11 storpedował turecki stary pancernik "Heireddin Barbarossa".
Z pokładów okrętów podwodnych wysyłani byli także na ląd żołnierze w celach dywersyjnych. 8 września porucznik H.V. Lyon popłynął z pokładu HMS E2 w kierunku mostu kolejowego w pobliżu Küçükçekmece z zadaniem jego zniszczenia. Most został rzeczywiście zniszczony, ale porucznik Lyon nie powrócił z akcji. Przeprowadzono też kilka operacji mających na celu utrudnienie komunikacji kolejowej w rejonie zatoki Izmit. W nocy 20 sierpnia porucznik D’Oyly Hughes popłynął z pokładu E11 i wysadził część linii kolejowej, za co otrzymał Distinguished Service Order. 17 lipca HMS E7, w tym samym rejonie ostrzelał szyny kolejowe i ogniem działa uszkodził dwa pociągi, które zostały zmuszone do zatrzymania się.
Po sukcesach brytyjskich także francuskie okręty podwodne nadal próbowały przedrzeć się na Morze Marmara. "Joule" próbujący tego dokonać 1 maja wszedł na minę i zatonął, a 27 lipca prawie się to udało "Marriote", został on jednak zatrzymany przez sieć (tą samą, której udało się wcześniej uniknąć E14) i zmuszony do wynurzenia się. Po ostrzelaniu przez nieprzyjaciela załoga została zmuszona do samozatopienia okrętu.
Pierwszym francuskim okrętem podwodnym, któremu udało się przejść przez cieśniny, był „Turquoise”, jednak w czasie powrotu wpłynął na mieliznę i nieuszkodzony został przechwycony przez Turków. Cała załoga została wzięta do niewoli, w ręce nieprzyjaciela dostały się też tajne plany przyszłych operacji – między innymi planowane spotkanie z HMS E20. Na spotkanie E20 udał się niemiecki okręt podwodny UB-14, który storpedował E20. "Turquoise" został później ściągnięty z mielizny i włączony do floty tureckiej, nazwany "Onbasi Müstecip", na cześć żołnierza, którego celny ogień zmusił francuskiego dowódcę do poddania się.
Operacje okrętów podwodnych na Morzu Marmara były jedynym znaczącym sukcesem aliantów w czasie całej bitwy o Gallipoli. Pomiędzy kwietniem 1915 a styczniem 1916 brytyjskie okręty podwodne zatopiły dwa pancerniki, jeden niszczyciel, pięć kanonierek, dziewięć transporterów wojska, siedem statków zaopatrzeniowych, 35 parowców i 188 mniejszych statków. Turcy zostali zmuszeni do porzucenia Morza Marmara jako trasy zaopatrzeniowej.

## Wspomagając wojska lądowe
"Śródziemnomorskie Siły Ekspedycyjne" (Mediterranean Expeditionary Force) w sile 70.000 żołnierzy powstały 12 kwietnia pod komendą generała Iana Hamiltona. Na konferencji 22 kwietnia (cztery dni po fiasku operacji morskiej z 18 kwietnia) postanowiono użyć wojsk lądowych w celu przejęcia kontroli nad półwyspem Gallipoli, zdobywając forty i pozwalając w ten sposób na swobodny tranzyt floty na Morze Marmara. Przygotowania do inwazji trwały miesiąc, pozwalając Turkom na przygotowanie obrony i wzmocnienie sił.
Brytyjscy planiści od początku nie doceniali umiejętności, zdeterminowania i sił wojsk tureckich. Oczekiwano, że cała inwazja skończy się bardzo szybko. Siły brytyjskie lądujące przy przylądku Helles miały pokonać odległość 11 km w ciągu pierwszego dnia, a w drugim dniu ataku miały zdobyć wyżynę Kilitbahir, górującą nad cieśninami. W rzeczywistości, po ośmiu miesiącach walk Brytyjczykom udało się pokonać tylko 9 km. Inwazja na Gallipoli była największą operacją amfibijną I wojny światowej.

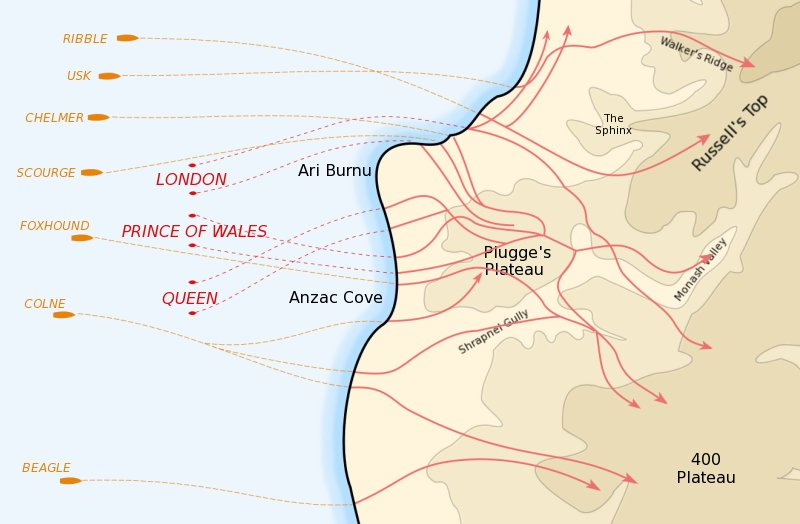
Mapa miejsc lądowań żołnierzy z pancerników (kolor czerwony) i niszczycieli (kolor pomarańczowy) w zatoce Anzac 25 kwietnia 1915 roku

W desancie w Zatoce Anzac pierwsza fala żołnierzy wyruszyła na ląd z trzech pancerników, a druga z pokładów siedmiu niszczycieli. Desant był osłaniany przez dwa pancerniki i jeden krążownik, a także okręt-bazę wodnopłatowców HMS "Ark Royal" i okręt-bazę balonów na uwięzi HMS "Manica".
Lądowanie na przylądku Helles odbyło się na pięciu osobnych przyczółkach, główne z nich to plaże V i W. O ile lądowanie w zatoce Anzac odbyło się bez przygotowania artyleryjskiego, licząc na zaskoczenie przeciwnika, lądowania na Helles zostały poprzedzone bombardowaniem plaży i tureckich fortów w okolicy.
Artyleria okrętowa była użyta w roli artylerii polowej z powodu chronicznego w tym czasie jej braku. Jednak, z wyjątkiem kilku spektakularnych sukcesów, skuteczność strzelania z okrętów była niska, szczególnie przeciwko okopanym celom. Okręty stały zbyt blisko brzegu i zmuszone były strzelać ogniem o niskiej trajektorii, co znacznie zmniejszało celność i skuteczność takiego bombardowania.
Niemniej, artyleria okrętowa okazała się bardzo skuteczna przeciwko nieosłoniętym grupom żołnierzy. 27 kwietnia turecki 57. regiment poprowadził atak na zboczu Battleship Hill w polu widzenia "Queen Elizabeth". Okręt wystrzelił w kierunku atakujących salwę z dział piętnastocalowych, co skutecznie zakończyło ten atak. Dzień później w pobliżu plaży "Y" obserwatorzy "Queen Elizabeth" zauważyli grupę złożoną z około 100 żołnierzy tureckich. Wystrzelono w ich kierunku jeden pocisk szrapnelowy, zawierający 24.000 odłamków, który zmiótł całą grupę. Przez resztę walk w czasie tej kampanii Turcy starali się nie przesuwać oddziałów w bezpośrednim polu widzenia okrętów.

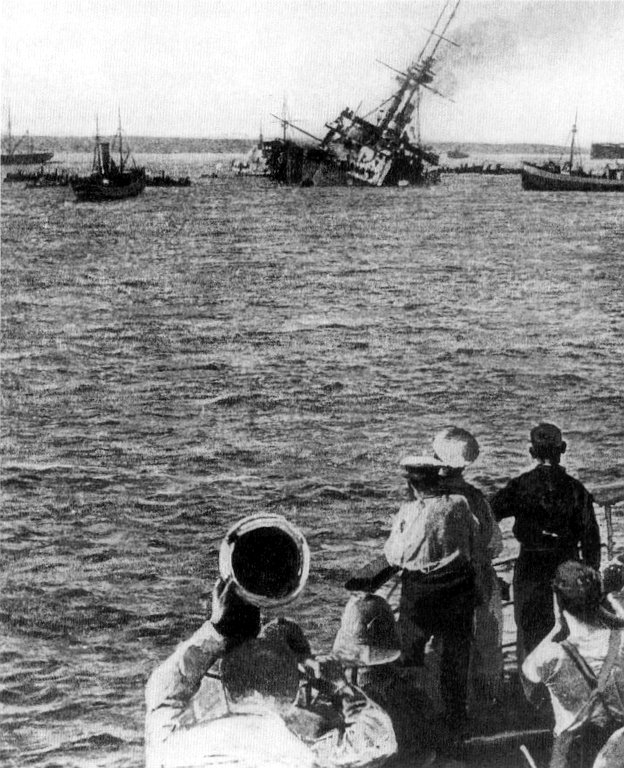
Tonący po storpedowaniu pancernik HMS Majestic (1895)

Także 27 kwietnia okręt balonowy zauważył turecki statek transportowy. "Queen Elizabeth", który był zakotwiczony przy Gaba Tepe, wystrzelił w kierunku tego statku w poprzek całego półwyspu i zatopił go trzecią salwą, strzelając z odległości około 20 km. Przez pozostałą część kampanii Turcy używali głównie transportu kolejowego do zaopatrzenia żołnierzy biorących udział w walkach na Gallipoli.
Szybko stało się oczywiste, że kampania o Gallipoli nie będzie ani łatwa, ani krótka. Przez początkowy okres okręty wspierały wojska lądowe ogniem artyleryjskim, ale po storpedowaniu trzech pancerników (HMS „Goliath” 12 maja przez turecki torpedowiec "Muavenet", a dwóch HMS "Triumph" 25 maja i HMS "Majestic" 27 maja przez niemiecki okręt podwodny U-21) brytyjska admiralicja wycofała z tego regionu pancerniki. Ich miejsce zajęły monitory, krążowniki i niszczyciele.

## Literatura
- Zygmunt Stefan Zalewski: Dardanele i Gallipoli. Wyd. Uniwersytetu Warmińsko-Mazurskiego, 2001. ISBN 83-7299-104-9. Brak numerów stron w książce